# Сант (сомон)
Сант (монг. Сант) — сомон Уверхангайського аймаку, Монголія. Площа 2,6 тис. км², населення 4,5 тис. Центр сомону селище Майхан лежить за 400 км від Улан-Батору, та 110 км від міста Арвайхера.

## Рельєф
Степова місцевість. Низькі гори Ходох (1653 м), Вгзег (1721 м), Чих (1600 м), Нарт (1509 м).

## Клімат
Клімат різко континентальний, щорічні опади 150—200 мм, середня температура січня −18°—19°С, середня температура липня ….

## Корисні копалини
Багатий на мідну руду, хімічну та будівельну сировину.

## Тваринний світ
Водяться вовки, лисиці, зайці, корсаки аргалі, дикі кози.

## Соціальна сфера
Є школа, лікарня, сфера обслуговування, будинки відпочинку.